# Cotinga
Cotinga är ett fågelsläkte i familjen kotingor inom ordningen tättingar. Släktet omfattar sju arter som förekommer i Latinamerika från sydöstra Mexiko till sydöstra Brasilien:
- Praktkotinga (C. amabilis)
- Turkoskotinga (C. ridgwayi)
- Blåkotinga (C. nattererii)
- Plommonstrupig kotinga (C. maynana)
- Purpurkotinga (C. cotinga)
- Bandkotinga (C. maculata)
- Glitterkotinga (C. cayana)